# ФК Естеглал
Фудбалски клуб Естеглал Техеран (перс. باشگاه فوتبال استقلال تهران‎), познатији као Естеглал, ирански је професионални фудбалски клуб из Техерана. Основан је 26. септембра 1945. године под именом Дочаркех Саваран (перс. دوچرخه سواران), а од 1949. до 1979. године носио је име Таџ Техеран (перс. باشگاه فوتبال تاج تهران). Први је тим који је сакупио 1000 поена у Про лиги Персијског залива. Домаће утакмице игра на стадиону Азади капацитета 78.116 места.
Један је од најуспешнијих иранских клубова пошто има освојене две АФК Лиге шампиона, осам титула првака Ирана и рекордних седам освојених купова Ирана. Естеглал је један од 
најпопуларнијих тимова у Ирану и Азији.